# Storstrøm Fængsel
Storstrøm Fængsel er et lukket fængsel med plads til 252 indsatte. Fængslet åbnede i 2017 og er pt. Kriminalforsorgens mest moderne og bedst sikrede. Det består af fire almindelige afdelinger og en særligt sikret afdeling. Det er beliggende få hundrede m øst for Sydmotorvejen på Falster i Guldborgsund Kommune. Fængslet erstatter det 150 år gamle statsfængsel i Vridsløselille. Den 10. december 2012 tog justitsminister Morten Bødskov og Guldborgsunds borgmester John Brædder det første spadestik til fængslet. Den samlede pris for det nye fængsel er på cirka en milliard kroner.
Fængslet består af 10 bygninger på i alt ca. 35.000 etagekvadratmeter omgivet af en 6 meter høj og 1,5 kilometer lang mur. Det er Danmarks næststørste baseret på antal indsatte. Til fængslet er etableret fodboldbane, kulturhus, forretninger og landbrug. Det forventes, at fængslet får 250-300 permanente statslige arbejdspladser.

## Baggrund
Som led i finansloven for 2004 besluttede regeringen at planlægge byggeriet af et nyt lukket fængsel med 250-300 pladser i Østdanmark. På baggrund af regeringsbeslutningen gennemførte Kriminalforsorgen i 2005 en høring af kommunerne på Lolland og Falster, og modtog et forslag fra kommunesamarbejdet Lolland-Falster. På den baggrund besluttede den daværende regering og Dansk Folkeparti, at der skulle arbejdes med en placering af et nyt fængsel på et areal ved Gundslev. Baggrunden for den valgte placering var ønsket om statslige arbejdspladser i yderområdet Lolland-Falster, og samtidig i en afstand på maks. 1 times kørsel fra København.
I 2009 blev det ved kommuneplantillægget fastlagt, at det kommende statsfængsel skulle placeres umiddelbart sydøst for afkørsel 43. Gennem kommuneplantillægget i 2009 blev de overordnede retningslinjer for det fremtidige byggeri fastsat, mens der i den indeværende lokalplan blev fastsat de detaljerede bestemmelser for realiseringen af projektet. Der blev på finansloven for 2009 afsat godt 1 mia. kroner til etablering af fængslet, som samtidig skal kunne drives 10 % billigere end tilsvarende gamle fængsler.
I efteråret 2010 blev et konsortium bestående C. F. Møller og Rambøll udpeget som endelige vindere af en projektkonkurrence om udformningen af fængslet, og der er efterfølgende indgået en kontrakt med disse som totalrådgivere. Daværende direktør for Kriminalforsorgen, William Rentzmann udtalte:
| Citat | Det nye fængsel er et godt bud på fremtidens fængsler. Det har en høj arkitektonisk kvalitet, og det vil gøre det lettere for os at tage hånd om de udfordringer, vi står overfor. | Citat |
|       | |       |

I december 2011 godkendte Kriminalforsorgen det projektforslag, som fastlægger bygningernes placering, udformning og indhold. Projektforslaget er en viderebearbejdning af konkurrenceprojektet, hvor kommentarer fra blandt andet brugergrupperne er indarbejdet. Projektforslaget er herefter viderearbejdet til et færdigt hovedprojekt, der i marts 2013 blev sendt i udbud.
Museum Lolland-Falster udførte arkæologiske undersøgelser på området i 2011-2012 og fandt bl.a. keramik fra tragtbægerkulturen (Bondestenalder).
Der blev indgået aftaler med en række entreprenører medio 2013 med henblik på opførelse af bygningerne.

## Fængslet
Statsfængslet på Nordfalster er beliggende på Blichersvej øst for Nørre Alslev – tæt på Sydmotorvejen. Fængslet er tænkt som et mindre, fortættet bymiljø med varierede, rumlige oplevelser, funktionel tæthed og gode muligheder for at orientere sig. Fængslet har desuden fået værksteder, sportsanlæg, bibliotek, kirke, butik, fodboldbane, kulturhus, landbrug,
læge og tandlæge og administration samt centrale fritids- og beskæftigelsesfaciliteter. Byggeriet er omkranset af en ringmur og et hegn. Der er desuden opført et personalehus og et porthus uden for muren samt parkeringspladser.
Fængslet er meget sikkert, og der er taget højde for undvigelsesmuligheder og muligheder for indtrængen. Der etableredes blandt andet en 6 meter høj perimetermur suppleret med hegn og et moderne tidssvarende elektronisk sikrings- og overvågningsanlæg.
Erfaringerne fra det seneste opførte fængsel i Østjylland, der blev taget i brug i 2006, har dannet grundlag for inspiration.
En række kunstnere blev betalt for at udføre kunstværker i fængslet, og disse tæller bl.a. John Kørner, der har lavet værket Panorama, som dækker 270 m2 væg i fængslets idrætssal.

## Kendte indsatte

### Nuværende indsatte
| Navn                 | Status                                       | Detaljer |
| -------------------- | -------------------------------------------- | --- |
| Peter Madsen         | Flyttet til Enner Mark Fængsel i januar 2024 | Idømt livsvarigt fængsel i 2018 for drabet på Kim Wall                                                                                             |
| James Schmidt        | Kan tidligst blive prøveløsladt i 2031       | Idømt livsvarigt fængsel for trippeldrab |
| Philip Patrick Westh | Dømt i byretten Straf Livtidsdom             | Skyldig i Kirkerup-sagen, drabet på Emilie Meng, besiddelse af børneporno, og forsøg på voldtægt og frihedsberøvelse af en 15-årig efterskoleelev. |
| Peter Kronholm       | Afsoner forvaringsdom                        | Dømt for overfald i 2008. Tidligere dømt for drab i 1994.                                                                                          |